# LGBT práva v Keni

Duhová mapa Keni

Homosexualita je v Keni považována za obrovské tabu a útok na kulturní a morální hodnoty. Stejnopohlavní sexuální akty jsou podle keňských zákonů trestné činy. Navzdory tomuto funguje v zemi několik organizací lobbujících za zlepšování a posílení LGBT práv.

## Veřejné mínění

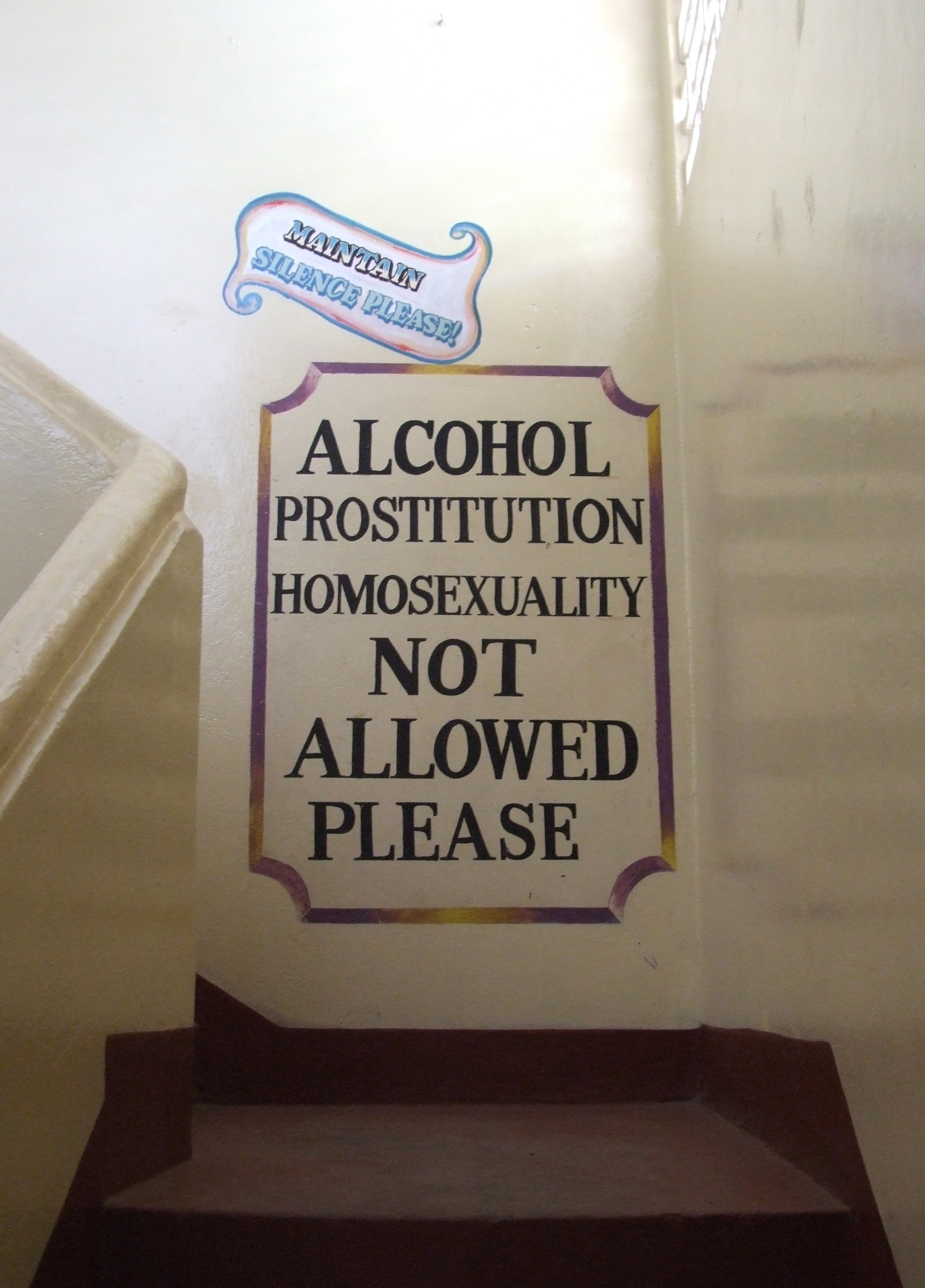
Vstup do penzionu v převážně islámském východním pobřeží

Podle průzkumu Pew Global Attitudes Project z r. 2007 považuje 96 % Keňanů homosexualitu za společensky neakceptovatelný životní styl, což je z hlediska 45 zkoumaných zemí pátá největší míra despektu.
Nevládní Kenya Human Rights Commission v r. 2011 publikovala první výzkumný dokument o právním a sociálním postavení LGBTI Keňanů. Mezi těmi, kteří se vyoutovali, nebo byli vyoutováni, 89 % uvedlo, že se setkalo s odmítnutím. Vyoutování zaměstnanci se běžně stávají terčem vyčleňování z pracovního kolektivu, zesměšňováním, šikanou a diskriminací kvůli jejich odlišné sexuální orientaci nebo genderové identitě.
Hlavní příčinou tohoto fenoménu jsou tradiční náboženské a kulturní normy. Náboženští vůdci tří dominantních keňských církví – katolické, anglikánské a islámské – homosexualitu a transgender odsuzují jako projev dekadence, zvrácenosti a amorálnosti.
V červnu 2011 obvinil ředitel Kisauni Islamic College šejk Majid Obeid praktikující homosexuály z podílu na inflaci a neúrodě. Rada keňských imámů a duchovních sdělila jménem svého tajemníka šejka Mohameda Khalify následující: „Ptali jsme se keňských občanů, zda by odmítli spolupracovat s takovými lidmi a jimi vlastněnými podniky, a bylo nám odpovězeno, že pouze otevřená diskriminace je cestou zastavení bestiálních aktů. Tito lidé hrubě porušují práva celé společnosti, a proto jí nemohou být přijímáni.“
23. února 2012 se zmobilizovalo 100 lidí vedených náboženskými vůdci a stařešinou, aby zamezili setkání homosexuálů v Likoni CDF Youth Empowerment and Library Centre. Zdejší policie jménem svého náčelníka Abagarra Guyo a distriktního úředníka Mose Oumy pak nařídila shromáždění zrušit. Šejk Amír Zani muzadhalfské mešity nazval seminář nezákonným, nebožským a neakceptovatelným a vyzval náboženskou komunitu, aby gaye zlynčovala, pokusí-li se zorganizovat takovou akci znovu. Nicméně na stranu organizátorů semináře se postavilo Ministerstvo mládeže a sportu s tím, že odpůrci nepochopili jeho účel.  

Náplní práce našeho úřadu je výchova a vzdělávání různých skupin, včetně ... gayů... Naší cílem je prevence a osvěta v oblasti problematiky HIV/AIDS směřovaná na mládež, protože právě ona je nejvíce ohroženou skupinou. ...Gay komunita nás stejně jako ostatní oslovila a vyžádala si vzdělávání v oblasti bezpečného sexu, na který mají právo. Svojí činnosti nepodporujeme homosexualitu jako takovou, nýbrž pouhé poznání. V naší společnosti převládá vysoká míra sociální diskriminace a stigmat, pro nimž musíme bojovat.

Vládní Kenya National Commission on Human Rights vydala v dubnu 2012 následující zprávu:

LGBTI jsou diskriminováni, stigmatizováni a často se stávají terčem násilí z důvodu jejich sexuální orientace. V momentě, kdy potřebují zdravotní péči, se setkávají s nevlídným zacházením ze strany lékařského personálu, který často porušuje jejich právo na soukromí tím, že sděluje jejich sexuální orientaci ostatním všem svým spolupracovníkům. Lékařský personál není přátelský a navíc disponuje velmi malým povědomím o sexualitě a reprodukci. ...LGBTI dále čelí psychickému týrání ze strany orgánů veřejné moci, které je aktivně stíhají za provozování „nepřirozených“ sexuálních aktů. V případě napadení samozvanými strážci morálky je policie často neschopná nebo i neochotná jim poskytnout potřebnou pomoc. Pokud dojde k zatčení, policie je často podrobuje zbytečným tělesným a domovním prohlídkám kvůli předpokladu, že spáchali další trestné činy, zejména drogové delikty, případně, že se jedná o recidivisty. Během vyšetřovací vazby se setkávají s nedůstojným zacházením, mučením a požadováním finančních prostředků coby „výpalného“, za nějž je jim pak následně slíbeno propuštění a výmaz z evidence. Sexuální násilí ze strany příslušníků policie není taktéž ničím neobvyklým. ...Pokud je jejich identita odhalená, LGBTI se nemají šanci prosadit na trhu práce, ani začít provozovat živnost – například prodávat na tržištích. Proto jsou v krajních případech často nuceni změnit místo svého pobytu a získat novou identitu. ... Důvodem toho je také jejich vystěhovávání z nájmů, případně útoky ze strany sousedů, kteří jim nechtějí pronajímat své obydlí, případně se zdržovat v jejich blízkosti. Pokud se jim povede se tomuto vyhnout, bývá jim odepřeno právo se běžně zúčastňovat veřejného života – například chodit do veřejných bazénů. LGBTI mají často také odepřený přístup k bohoslužbě, neboť jsou ve společnosti považováni za nehodné, a většina místních církví a náboženských kruhů učí o LGBTI aktivitách jako o neakceptovatelných a protipřírodních.

Peter Karajna, generální tajemník Národní rady keňských církví, na to pak 11. května 2012 odpověděl následovně:

Když posloucháme takové diskuze směřující k postupnému uznávání homosexuality a prostituce, které jsou proti africkým hodnotám a morálce, jakož i našim křesťanským principům, cítíme se znepokojeni. Toto je záležitost, které požaduje odpovídající diskuzi napříč celou naší společností, a u které se musí brát v potaz naše hodnoty a přesvědčení. Stejného názoru jsou i naši muslimští bratři a sestry. Každopádně nejsme příznivci zatýkání a perzekuce lidí angažovaných v těchto aktivitách. Naopak jim chceme poskytnout odpovídající pomoc ve změně jejich pokřiveného cítění.

Julius Kalu, biskup Keňské anglikánské církve v Mombase, měl podle dostupných zpráv v červenci 2012 říct, že veškeré aktivity směřované k prosazení stejnopohlavního manželství jsou pro křesťanské církve víc zničující než terorismus, navzdory několika teroristickým útokům směřovaným na keňské křesťany v tom samém roce. Nicméně 11. srpna 2012 měl Kalu při příležitosti setkání s LGBT křesťany říci, že svůj přístup změnil: „Ten, kdo řekl, že gayové jsou horší než teroristi, jsem nebyl já. Nikdy! Každopádně naší společnou prací je dobro těch, kteří milují Boha, a já káži, že články znevažující a zatracující je mi pomáhají se toho o nich dozvědět právě, co nejvíc. Z tohoto důvodu jsem byl kontaktován mnoha biskupy v posluchačských skupinách ve Velké Británii, Kanadě a jednotlivými členy LGBT komunity v Keni. Proto jsem si v této věci dokázal udělat jasno, a tudíž bych nikdy nic takového neřekl! Toto byla má první příležitost se setkat s LGBTI komunitou, zejména tou keňskou. Bylo mi vskutku stydno být pastýřem LGBT lidí v anglikánské církvi, a přitom o nich nic nevědět!“ Tento jeho subjektivní přístup ještě posílila vražda tanzanského LGBT aktivisty Maurice Mjomby v červenci 2012. Podle médii na ni reagoval Kalu rozrušeně, smutně a zklamaně. Uvedl, že pro lidské společenství je důležité žít v lásce, péči a harmonii s ostatními bez zdůrazňování jejich odlišností. Vraždu Mjomby odsoudil jako zbabělý a hříšný akt a vyjádřil přání, aby jednoho dne mohli LGBTI lidé žít ve svobodném světě bez násilí a diskriminace.
V r. 2014 zakázal Kenya Film Classification Board promítání LGBT filmu Příběhy našich životů vytvořený kolektivem umělců z Nairobi kvůli 'podpoře' homosexuality.

## Mínění vládních představitelů
V listopadu 2010 uvedl keňský premiér Raila Odinga, že chování homosexuálních párů je proti přírodě, a že shledává homosexuály lidmi zasluhujícími odmítnutí a potrestáni ze strany příslušných autorit. Dále uvedl, že homosexuální svazky jsou nepotřebné, protože podle posledních sčítání lidu je ve společnosti víc žen než mužů, a že muži zamilovávající se do mužů musí být jednoznačně nemocní, když je v naší společnosti tolik žen prahnoucích po partnerovi. K lesbám se vyjádřil tak, že není potřeba, aby ženy vytvářely takové vztahy, neboť jejich přirozenou životní rolí je porodit a vychovat děti. O den později odmítl Odinga vydat příkaz k trestnímu stíhání homosexuálních párů s tím, že je v Keni nelegální pouze stejnopohlavní manželství.
V listopadu 2010 oznámil vězeňský komisař Isaih Osugo, že všechny keňské věznice zavedou kamerový systém z důvodu prevence sexu mezi mužskými spoluvězni.
Předseda soudců Nejvyššího soudu Keni Willy Munyoi Mutunga řekl během probíhajících oslav FIDA Uganda v Kampale 8. září 2011 toto:

Jedním z terčů marginalizace je hnutí za práva gayů. Gay práva jsou lidská práva. A právě zde se cítím mírně omezen ve svém přístupu k lidským právům a sociálně justičnímu paradigmatu a samotnému faktu, že naše ústava a právní řád mají taková kontroverzní ustanovení. Pokud jde o lidskoprávní principy, na kterých pracuji, nejsem zastáncem implementace skupinových lidských práv. Tento problém musíme umět spojit s obecným hnutím za lidská práva ve východní Africe, chceme-li být schopní čelit výzvám ze strany politických a náboženských sil v této oblasti. Argumenty některých našich lidskoprávních aktivistů sdružené pod společným názvem „morální argumenty“ jednoduše prosazují lidskoprávní principy oportunisticky a selektivně. My je ale potřebujeme spojit dohromady do jednoho hnutí tak, abychom byli schopni vést finální a závěrečnou diskuzi.

## Adopce dětí
Zákon o dětech 2001 znemožňuje homosexuálům a nesezdaným párům osvojení dětí. Byť toto omezení není aplikováno specificky, soudy smějí odmítat osvojování osobami nebo skupinami osob, pokud shledají, že by to nebylo v nejlepším zájmu osvojovaného dítěte.

## Mezinárodní nátlak na Keňu, aby dekriminalizovala stejnopohlavní sexuální aktivity

### Zpráva a doporučení Mezinárodního paktu pro občanská a politická práva
Keňa přistoupila k Mezinárodnímu paktu o občanských a politických právech 1. května 1972. Podle článku 40 tohoto paktu a  Výboru OSN pro lidská práva a doporučení z 24. března 2005 byla Keně vyčteno 18leté zpoždění v druhé periodické zprávě. Keňa byla vyzvána ke zrušení sekce 162 trestního zákona kriminalizující homosexualitu. 19. srpna 2010 odpověděla Keňa ve fázi třetí periodické zprávy na doporučení takto:

Keňa nemůže dekriminalizovat homosexuální svazky, protože její postoj spočívá v tom, že takové akty jsou tabu a zločinem proti přírodě, který odporuje našim kulturním hodnotám a tradicím. I samotná veřejnosti dává našim právním expertům jednomyslný signál, aby upustili od inkluze homosexuálních práv do nové ústavy. V závěru uvádíme, že vláda nikoho nediskriminuje v přístupu ke službám. Žádný zákon nikoho nenutí deklarovat svoji sexuální orientaci ve všech situacích.

Keňa se pak k této problematice vyjádřila v květnu 2012 ještě jednou.

Keňa v současné době nepodnikla žádný pokus o dekriminalizaci homosexuálních vztahů. Veřejné mínění je ostře proti takovému postupu. Naše ústava v článku 45 (2) jasně říká, že každý keňský občan má přirozené právo uzavřít sňatek s osobou opačného pohlaví založený na svobodném prohlášení obou stran. Dále článek 27 (4) ústavy říká, že diskriminační důvody nejsou omezeny, a tudíž je zde právní prostor pro lidi, kteří se cítí kráceni na svých právech kvůli odlišné sexuální orientaci přímo i nepřímo ze strany státu a jiných subjektů našeho práva. ...Až se podaří trochu změnit veřejné mínění, vláda může přistoupit k jistým opatřením chránících zájmy leseb, gayů, bisexuálů a translidí ...

### Univerzální periodický přezkum
Výbor OSN pro lidská práva v květnu 2010 dokončil Univerzální periodický přezkum o situaci lidských práv v Keni. Během něj Keňa sdělila:

Pokud jde o homosexuální vztahy, zaznamenali jsme několik případů intolerance kvůli kulturnímu přesvědčení a jednoznačnému odmítání dekriminalizace takových vztahů, jejíž téma bylo předmětem disuzí ústavních činitelů. Nicméně tak jako tak vláda nepodporuje diskriminaci v přístupu ke službám.:s.8 ¶ 50

Keňa pak následovně obdržela následující doporučení (země, která iniciovaly doporučení, jsou uvedené v závorkách)::s.22 ¶ 103.5

Podnikněte konkrétní kroky ve snaze o ochranu a rovné zacházení s lesbami, gayi, bisexuály a translidmi (Nizozemsko); dekriminalizujte konsensuální stejnopohlavní sexuální aktivitu mezi dospělými (Česká republika); zrušte veškerou legislativu kriminalizující sex mezi dospělými (Spojené státy americké); dekriminalizujte homosexualitu zrušením všech právních ustanovení trestajících sexuální vztahy mezi lidmi stejného pohlaví, jak požaduje od prosince 2008 Deklarace a ochraně lidských práv jiných sexuálních orientací přijatá Valným shromážděním OSN (Francie)

V reakci na to Keňa 6. května 2010 znovu deklarovala, že homosexuální svazky jsou v Keni kulturně neakceptovatelné. Podrobněji se vyjádřil Geoffrey Kibara, tajemník odboru pro justici a ústavní záležitosti při Ministerstvu spravedlnosti, národní kohezi a ústavních záležitostí, který řekl na půdě keňské delegace toto:

Rádi bychom řekli následující: Pokud se někdo stal terčem netolerance k homosexuálním vztahů, pak to bylo především z důvodu náboženství a naší kultury. Tyto vztahy jsou v naší zemi prostě považovány za tabu. Jediná cesta, která by vedla k jejich většímu přijetí, je postupná a dlouhodobá kulturní změna. Ale v současnosti tu převažuje vysoká míra odporu k dekriminalizaci homosexuálních vztahů. Nicméně jak již bylo uvedeno v předchozích zprávách, naše vláda nepodporuje diskriminaci lidí, kteří praktikují homosexuální vztahy. Diskriminace v přístupu ke službám je explicitně zakázaná, zejména jedná-li se o přístup k prevenci HIV/AIDS a zdravotní péči. Prevence a léčba HIV/AIDS je právně upravená v zákoně o prevenci HIV/AIDS a zamezování jeho šíření z r. 2006, který přímo zakazuje diskriminaci homosexuálních vztahů nebo jedinců s jinou sexuální orientací.

### Nátlak ze strany Ministerstva zahraničí USA
Zpráva Ministerstva zahraničí Spojených států amerických, oddělení lidských práv, z r. 2011 shledala, že sociální diskriminace byla ve sledovaném roce (2011) rozšířená a způsobila několik ztrát zaměstnání a odpírání rovného přístupu ke vzdělávání. Násilí proti LGBT komunitě se nejčastěji objevuje ve venkovských oblastech a mezi utečenci. Nevládní skupiny zaznamenaly, že policie sice proti němu bojuje, ale sympatiemi k LGBT zrovna moc neoplývá.
26. června 2012 se Velvyslanectví USA v Nairobi pokusilo o akci, která by se dala považovat za první festival LGBT hrdosti v Keni. Úřad pro veřejné záležitosti při ambasádě řekl: „Americká vláda tímto jasně ukázala, že lidská práva LGBT jsou centrálně determinovaná její lidskoprávní politikou, a že se bude aktivně zasazovat o jejich globální šíření do celého světa prostřednictvím její zahraniční politiky.“ Podobné akce uskutečnily americké ambasády po celém světě.

## Souhrnný přehled
| Legální stejnopohlavní styk                                                             | (Trest: Až 14 let vězení)  |
| Stejný věk legální způsobilosti k pohlavnímu styku pro obě orientace                    | No                         |
| Anti-diskriminační zákony v zaměstnání                                                  | No                         |
| Anti-diskriminační zákony v přístupu ke zboží a službám                                 | No                         |
| Anti-diskriminační zákony v ostatních oblastech (homofobní urážky, zločiny z nenávisti) | No                         |
| Stejnopohlavní manželství                                                               | (Ústavní zákaz od r. 2010) |
| Jiná forma stejnopohlavního soužití                                                     | No                         |
| Adopce dítěte partnera                                                                  | No                         |
| Společná adopce dětí stejnopohlavními páry                                              | No                         |
| Gayové a lesby smějí otevřeně sloužit v armádě                                          | No                         |
| Možnost změny pohlaví                                                                   | No                         |
| Přístup k umělému oplodnění pro lesbické ženy                                           | No                         |
| Náhradní mateřství pro gay páry                                                         | No                         |
| MSM smějí darovat krev                                                                  | No                         |